# ریشارد واگنر
ویلهلم ریشارد واگنر (به آلمانی: Wilhelm Richard Wagner) (زادهٔ ۲۲ مه ۱۸۱۳ – درگذشتهٔ ۱۳ فوریه ۱۸۸۳) آهنگساز، رهبر ارکستر، نظریه‌پرداز موسیقی و مقاله‌نویس آلمانی بود. شهرت او بیشتر به دلیل اپراهای اوست. در دنیای موسیقی کلاسیک از او به‌عنوان ادامه‌دهندهٔ راه لودویگ فان بتهوون یاد می‌کنند.
نوآوری‌های واگنر در زمینهٔ موسیقی کلاسیک اروپایی تأثیر زیادی بر آهنگسازان بعد از او داشت. او در آثار خود گام کروماتیک و فواصل نامطبوع را به‌کار می‌برد و از این نظر پیشگام موسیقی مدرن اروپا است. استفاده از نغمهٔ معرف پس از او بسیار رایج شد و بر موسیقی فیلم در سده بیستم اثر گذاشت.
دوره اپراهای حلقه نیبلونگ از مهم‌ترین کارهای اوست. او تا مدت‌ها با یکی از بزرگترین هم‌عصرانش فریدریش نیچه، فیلسوف نامدار آلمانی، روابطی بسیار دوستانه داشت، اما پس از چندی این روابط به کدورت انجامید.

## زندگی

### سال‌های آغازین

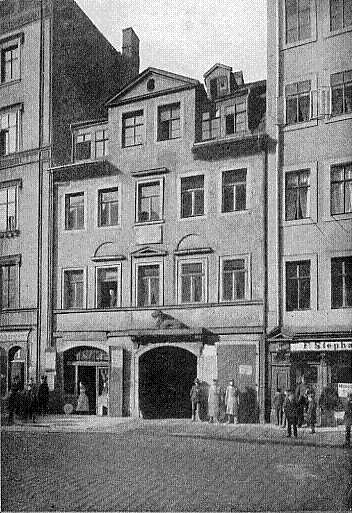
زادگاه واگنر

ریشارد واگنر در ۲۲ مهٔ ۱۸۱۳ در شهر لایپزیگ و در محلهٔ یهودیان به دنیا آمد. او فرزند نهم کارمند ادارهٔ پلیس، کارل فریدریش واگنر و دختر نانوایی به نام یوهانا روزین (نی‌پیتز) بود. شش ماه پس از تولد ریشارد، پدرش کارل بر اثر ابتلا به بیماری تیفوس درگذشت. پس از آن یوهانا با دوست کارل، لودویگ گییر که خود بازیگر و نمایش‌نامه‌نویس بود، زندگی مشترکی را آغاز کرد. آن دو احتمالاً در اوت ۱۸۱۴ ازدواج کردند، اگرچه هیچ سندی از این ازدواج در ثبت کلیسای لایپزیگ یافت نشده‌است. یوهانا و خانواده‌اش در محل اقامت لودویگ در درسدن سکنی گزیدند. واگنر تا ۱۴سالگی با نام ویلهلم گییر واگنر شناخته می‌شد. او احتمالاً فکر می‌کرد که گییر پدر واقعی‌اش است.
علاقهٔ گییر به تئاتر، به پسرخوانده‌اش منتقل شد و واگنر در اجراهای او شرکت کرد. واگنر در خودزندگی‌نامه‌اش به یاد می‌آورد که یکبار نقش فرشته‌ای را بازی کرده بوده‌است. در اواخر ۱۸۲۰ در مدرسه پاستور وتزل در نزدیکی درسدن ثبت‌نام شد. جایی که نخستین آموزش‌هاش پیانویش را نزد معلم لاتین خود دریافت کرد. او در نواختن صحیح گام مشکل داشت و ترجیح می‌داد پیش‌نواهای تئاتر را با شنیدن بیاموزد. پس از مرگ گییر در ۱۸۲۱ ریشارد با هزینهٔ برادر پدرخوانده‌اش به مدرسهٔ شبانه‌روزی «کرویتس‌شوله» (Kreuzschule) فرستاده شد. در نه‌سالگی اجرایی زنده از اپرای دِر فرایشوتز از کارل ماریا فون وبر را به رهبری خودِ وبر دید و به‌شدت تحت تأثیر عناصرِ گوتیکِ آن قرار گرفت.
کازیما واگنر (به انگلیسی: Cosima Wagner) (۲۴ دسامبر ۱۸۳۷ – ۱ آوریل ۱۹۳۰) یک بانوی اشرافی مجاریِآلمانی‌تبار بود. او همسر ریشارد واگنر بود که گفته می‌شود که مدتی با نیچه ارتباط داشته‌است.

## یهودستیزی
ریشارد واگنر در نوشته‌های خود عقاید یهودستیزانه ابراز کرده‌است. او گفته بود که آهنگ‌سازان یهودی‌تبار مانند فلیکس مندلسون بارتولدی، از «خلاقیت بدیع و اصیل» محروم هستند. ریشارد واگنر آهنگساز محبوب رژیم نازی (۱۹۳۳ – ۱۹۴۵) در آلمان نازی بود. آدولف هیتلر و سران رژیم نازی به موسیقی او عشق می‌ورزیدند.
با این حال عقاید یهودستیزانه‌ای که او در برخی نوشته‌های خود ابراز کرده، موجب شده اجرای بسیاری از آثار او با حاشیه‌های فراوان همراه شود.
نمایشگاه صداهای خاموش شده
در سال ۲۰۱۲ برگزاری نمایشگاه «صداهای خاموش شده» یکی از نشانه‌های تلاش بازماندگان خانواده واگنر برای مقابله با چهره یهودستیز این آهنگساز بود که در این نمایشگاه نام و سرگذشت موسیقیدانانی بر روی صفحه‌های فلزی حک شده بود که در دوران هولوکاست کشته یا مجبور به فرار شدند.
حاشیه‌ها
اجرای اپراهای واگرا با مشکلات متعددی مواجه می‌شوند:
- ۱۰ مه ۲۰۱۳ اپرای تنهویزر در دوسلدورف به خاطر اجرای برخی از صحنه‌های (به ویژه صحنه‌های تیراندازی) به شدت واقع‌گرایانه که موجب وارد آمدن «فشارهای روحی و جسمی» به برخی از تماشاگران شد.
- در سال ۲۰۱۲ آگنی نیکیتن، خواننده باریتون روسی، در پی یکی از جنجال‌های مربوط به اجرای آثار واگنر مجبور شد از ادامه اجرای نقش اصلی اپرای «هلندی سرگردان» دست بردارد.
- در سال ۲۰۱۲ کنسرت آثار واگنر در دانشگاه تل آویو، به دلیل اینکه ممکن بود احساسات مردم اسرائیل به‌طور کلی و به ویژه احساسات بازماندگان هولوکاست را جریحه‌دار کند لغو شد.
- در سال ۲۰۰۱ هنگامی که دانیل بارن‌بویم، رهبر ارکستر آرژانتینی‌اسرائیلی، یکی از آثار او را در اورشلیم اجرا کرد با اعتراض شدید محافل متعصب یهودی مواجه شد.
- در سال ۲۰۱۲ اپرای ملی ولز اجرایی از «خوانندگان استاد نورنبرگ» را در شهر کاردیف روی صحنه برد، برخی از بازدیدکنندگان آلمانی به کمپانی اجراکننده اپرا برای گرامی‌داشتن فرهنگ آلمان و اجرای اثری سنتی تبریک گفتند، چرا که به عقیده آنان اجرای این اثر در کشور آلمان به سادگی امکان‌پذیر نیست.[۲]

## آثار

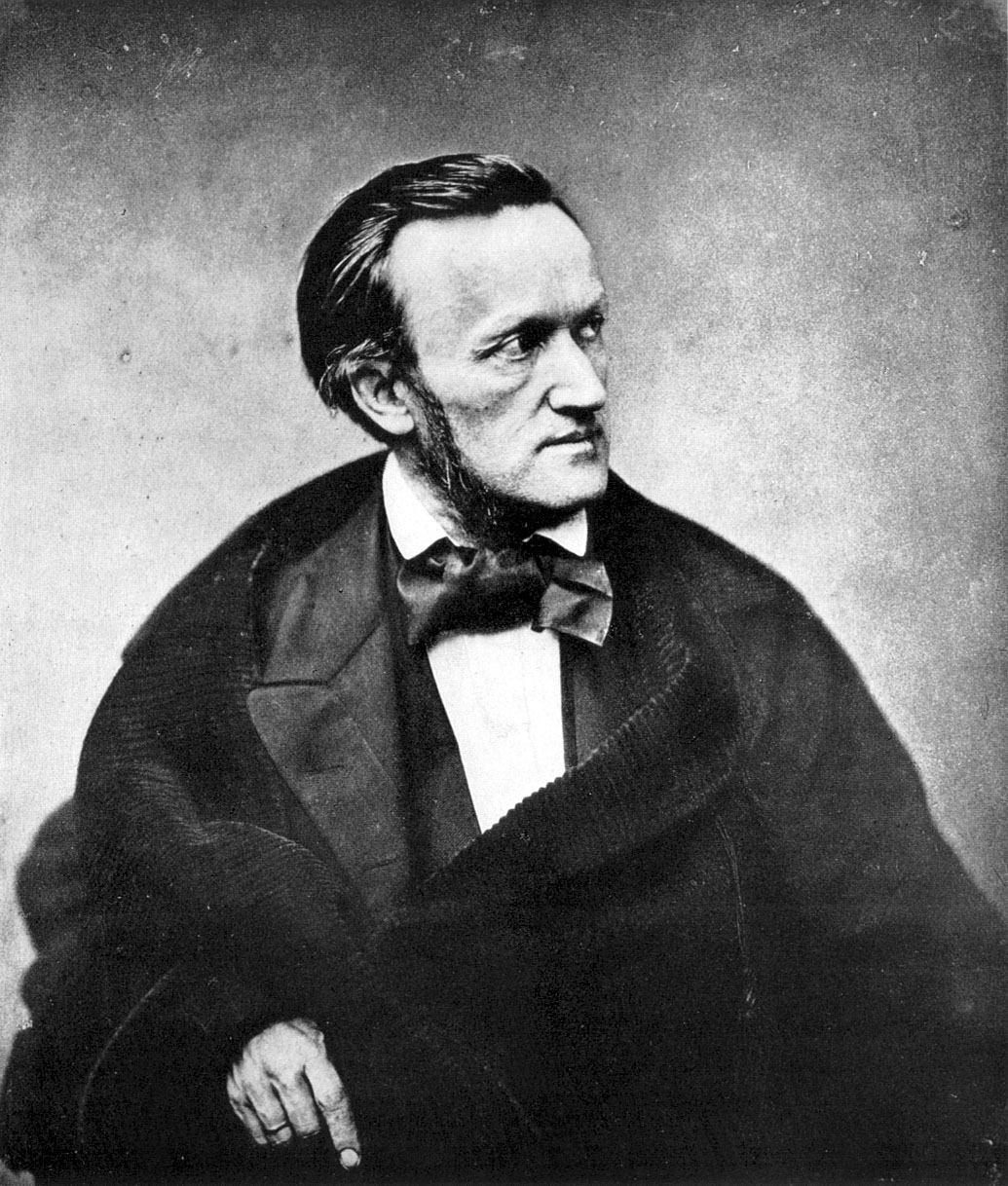
در پاریس ۱۸۶۱

- هلندی سرگردان
- تنهوزر
- لوهنگرین
- تریستان و ایزولده
- خوانندگان استاد نورنبرگ
- حلقه نیبلونگ
- پارسیفال
- زیگفرید